# Білогар'є
Білога́р'є (рос. Белогарье) — присілок у складі Нікольського району Вологодської області, Росія. Входить до складу Краснополянського сільського поселення.

## Населення
Населення — 17 осіб (2010; 21 у 2002).
Національний склад (станом на 2002 рік):
- росіяни — 100 %